# Parti communiste du Tadjikistan
Le Parti communiste du Tadjikistan est un parti communiste au Tadjikistan et le plus vieux parti du pays.